# Majcherová
Majcherová (polsky Majcherowa, 1105 m n. m.) je hora v Kysuckých Beskydech na slovensko-polské státní hranici. Nachází se v hlavním hřebeni mezi vrcholy Májov (1134 m) na jihu a Rycierova hora (1225 m) na východě. Severozápadním směrem vybíhá z hory krátká rozsocha sevřená mezi údolí potoků Majów a Dziobaki. Na této straně se také rozkládá Přírodní rezervace Dziobaki. Jihovýchodní svahy spadají do údolí Májovského potoka. Vrcholem hory prochází dálková turistická trasa Główny Szlak Beskidzki a také Hlavní evropské rozvodí.

## Přístup
- po červené značce  ze sedla Przełęcz Przegibek nebo z vrcholu Rycierova hora